# Test di Ronchi
Nei test ottici il test Ronchi è un metodo per determinare la forma della superficie (figuring) di uno specchio utilizzato nei telescopi e in altri dispositivi ottici.

## Descrizione
Nel 1923 il fisico italiano Vasco Ronchi pubblicò una descrizione dell'omonimo test di Ronchi, che è una variazione del test knife-edge di Foucault e che utilizza apparecchiature semplici per testare la qualità dell'ottica, soprattutto specchi concavi . Un “tester Ronchi” è composto da:
- Una fonte di luce
- Un diffusore
- Un Reticolo Ronchi

Un reticolo di Ronchi è costituito da strisce alternate scure e chiare. Un modello è una piccola cornice con diversi fili sottili equidistanti collegati.
La luce viene emessa attraverso il reticolo di Ronchi (o una singola fenditura), riflessa dallo specchio in prova, quindi passa nuovamente attraverso il reticolo di Ronchi e viene osservata da chi esegue il test. L'occhio dell'osservatore è posto vicino al centro di curvatura dello specchio in prova e guarda lo specchio attraverso il reticolo. Il reticolo di Ronchi è a breve distanza (meno di 2 cm) più vicino allo specchio.
L'osservatore vede lo specchio ricoperto da un motivo di strisce che rivelano la forma dello specchio. Il modello viene confrontato con un diagramma generato matematicamente (di solito oggi eseguito su un computer) di come dovrebbe apparire per una determinata figura. Gli input al programma sono la frequenza di linea del reticolo di Ronchi, la lunghezza focale e il diametro dello specchio e la cifra richiesta. Se lo specchio è sferico, il disegno è costituito da linee rette.

## Applicazioni
Il test Ronchi viene utilizzato nel collaudo degli specchi per telescopi riflettori soprattutto nel campo della costruzione di telescopi amatoriali. È molto più veloce da impostare rispetto al test knife-edge di Foucault.
Il test di Ronchi differisce dal test knife-edge di Foucault, poiché richiede un bersaglio specializzato (il reticolo di Ronchi, che equivale a una serie periodica di bordi di coltello) ed è più difficile da interpretare. Questa procedura offre una rapida valutazione della forma e delle condizioni dello specchio. Identifica facilmente un "bordo rivolto" (diametro esterno arrotolato dello specchio), un difetto comune che può svilupparsi nella realizzazione di obiettivo.
La qualità della figura di una lente convessa può essere testata visivamente utilizzando un principio simile. Il reticolo viene spostato attorno al punto focale della lente mentre si visualizza l'immagine virtuale attraverso il lato opposto. Le distorsioni nella figura della superficie della lente appaiono quindi come asimmetrie nell'immagine del reticolo periodico.